# Tháng 1 năm 2012
Tháng 1 năm 2012 bắt đầu vào Chủ Nhật và kết thúc sau 31 ngày vào thứ Ba.

## Chủ đề:Thời sự
| 23 tháng 02, 2025 Thiên tai và thảm họa - Một trận động đất khoảng 7.0 độ mô men xảy ra tại miền nam Nhật Bản; không gây thiệt hại đáng kể. (Wall Street Journal) |

Chính trị và bầu cử
- Chủ tịch Trung Quốc Hồ Cẩm Đào cảnh báo nguy cơ "Tây hóa" đất nước bởi "các thế lực thù địch". (IOL)

|}
Tấn công và xung đột vũ trang
- Một vụ đánh bom tự sát, khiến bốn dân thường và một nhân viên cảnh sát thiệt mạng tại thành phố Kandahar của Afghanistan. (AP theo USA Today')

|}
Chính trị và bầu cử
- Tổng thống Argentina Cristina Fernández de Kirchner nhượng quyền cho Amado Boudou để đi phẫu thuật chữa trị ung thư tuyến giáp. (CNN)

|}
Thiên tai và thảm họa
- Ít nhất 25 người chết trong một trận lở đất tại một mỏ vàng ở Compostela Valley, Philippines. (CNN), (AP theo MSNBC)

|}
Luật pháp và tội phạm
- Sâu máy tính Ramnit đánh cắp hơn 45000 tài khoản Facebook. (Vancouver Sun)(Euronews Youtube)(CNet)

|}
Thiên tai và thảm họa
- Một khinh khí cầu gặp tai nạn gần Carterton, New Zealand, khiến 11 người thiệt mạng. (BBC) (Fox News)

|}
Tấn công và xung đột vũ trang
- Hải tặc Somalia: Gruzia thông báo 15 thủy thủ Gruzia bị hải tặc bắt làm con tin qua một năm đã được giải thoát nhờ những nỗ lực của chính phủ. (AFP qua Google News)

|}
Chính trị
- Tổng thống Malam Bacai Sanhá của Guinea-Bissau qua đời ở tuổi 64. (BBC)

|}
Tấn công và xung đột vũ trang
- Một vụ đánh bom ở Khyber, Pakistan khiến ít nhất 29 người chết và trên 50 người khác bị thương. (Vancouver Sun)

|}
Tấn công và xung đột vũ trang
- Hoa Kỳ phủ nhận tham gia vào vụ nổ bom khiến một nhà khoa học Iran thiệt mạng. (BBC)

|}
Tấn công và xung đột vũ trang
- Chính phủ Myanmar ký quyết định ngừng bắn với quân nổi dậy Karen. (BBC)

|}
Chính trị
- Myanmar thông báo đợt xá tội lớn đối với các tù nhân chính trị, trong đó có người lãnh đạo sinh viên Min Ko Naing. (BBC)

|}
Chính trị
- Cử tri Đài Loan đi bầu cử Tổng thống năm 2012. Mã Anh Cửu tái đắc cử trong khi Quốc Dân Đảng duy trì đa số ghế trong Lập pháp viện. (MSNBC)

Thiên tai và thảm họa
- Tàu du lịch Costa Concordia mắc cạn và bị lật ngoài khơi Toscana, làm ít nhất 5 người thiệt mạng. (Sky) (MSNBC) (CNN)

|}
Tấn công và xung đột vũ trang
- Một vụ nổ bom tại Khanpur, Pakistan khiến ít nhất 18 người chết và 30 người bị thương. (The Guardian)

|}
Kinh tế và tài chính
- Cơ quan xếp hạng tín dụng Standard & Poor’s giảm đánh giá dài hạn cho Quỹ bình ổn tài chính châu Âu của Khu vực đồng Euro từ AAA xuống AA+.

Chính trị
- Biểu tình Romania: Bất ổn tiếp diễn khi những cuộc biểu tình diễn ra đến ngày thứ tư, chống lại tổng thống Traian Băsescu và chính phủ của Emil Boc. (Reuters)

|}
Kinh tế và thương mại
- Người đồng sáng lập Yahoo! Jerry Yang từ chức tổng giám đốc điều hành. (San Jose Mercury News)

|}
Chính trị và bầu cử
- Thủ tướng Pakistan Yousaf Raza Gillani ra trước Tòa án Tối cao vì tội khinh mạn tòa án.
- Wikipedia tiếng Anh bị khóa một ngày để biểu tình các dự luật Mỹ SOPA và PIPA.

|}
Kinh tế và thương mại
- Kodak đệ đơn xin bảo hộ phá sản. (Reuters)

Luật pháp và tội phạm
- FBI đóng cửa Megaupload. Để phản ứng lại, tổ chức hacker Anonymous đánh sập website của Bộ Tư pháp Hoa Kỳ website và nhiều website của chính quyền và ngành công nghiệp giải trí. (Washington Post) (CNET)

Khoa học
- Liên minh Viễn thông Quốc tế trì hoãn quyết định về việc bãi bỏ giây nhuận cho đến 2015.

|}
Chính trị và bầu cử
- SOPA và PIPA bị trì hoãn vô thời hạn như một hệ quả của các cuộc biểu tình gần đây. (CNN)

|}
Thể thao
- Cúp bóng đá châu Phi 2012 bắt đầu. (BBC)

|}
Thể thao
- Cựu cầu thủ bóng bầu dục Mỹ Joe Paterno qua đời vì những biến chứng liên quan tới ung thư phổi. (ESPN)

|}
Tấn công và xung đột vũ trang
- Nổi dậy ở Syria 2011–2012: Ít nhất 22 dân thường bị lực lượng an ninh Syria dưới quyền của chính phủ Syria bắn. (Washington Post)
- Một nhóm trung thành với Gaddafi kiểm soát nhiều phần của thành phố Bani Walid và treo cờ xanh sau một xung đột với lực lượng NTC khiến ít nhất 5 người chết và 20 người bị thương. (Reuters)

Thảm họa
- Số người chết trong thảm họa Costa Concordia tăng lên 15 sau khi những thợ lặn tìm thêm hai thi thể trong tàu. (Al-Jazeera)

|}
Văn hóa và nghệ thuật
- Các đề cử cho Giải Oscar lần thứ 84 được thông báo (The Telegraph) (Website của Giải Oscar).

|}
Thảm họa và tai nạn
- Một trận lở đất ở miền trung Papua New Guinea khiến bốn người chết và 60 người mất tích. (AP)

Quan hệ quốc tế
- Liên minh châu Âu cấm vận mua dầu mỏ Iran.

|}
Tấn công và xung đột vũ trang
- Liên hiệp Quốc cho rằng những người bị giam giữ do tình nghi từ nội chiến ở Libya đang bị tra tấn. (Al Jazeera)

|}
Chính trị và bầu cử
- Liên minh châu Âu và 22 quốc gia thành viên ký Hiệp định thương mại Chống hàng giả, dẫn đến sự từ chức của báo cáo viên hiệp định và cuộc biểu tình ở khắp nước Ba Lan.

Kinh tế và thương mại
- Ủy ban Kinh tế châu Phi cho rằng nền kinh tế châu Phi đang đối mặt những mối đe dọa "nghiêm trọng" do khủng hoảng nợ công châu Âu và Mùa xuân Ả Rập. (BusinessWeek)

|}
Quan hệ quốc tế
- Liên minh châu Phi mở cửa trụ sở mới tại Addis Ababa. (BBC News)

|}
Chính trị và bầu cử
- Cựu Tổng thống Ý Oscar Luigi Scalfaro mất ở tuổi 93. (Reuters via the Star)

|}
Chính trị và bầu cử
- Những nhà hoạt động Occupy DC bị cấm cắm trại tại Quảng trường McPherson và Freedom Plaza ở thủ đô Washington DC của Hoa Kỳ. (CNN)

|}
- Cộng hòa Nhân dân Trung Hoa xác nhận 29 công dân nước này bị bắt cóc khi đang làm việc trong một dự án xây dựng ở Sudan vẫn đang mất tích. (AP via ABC News America)

|}
|valign="top" style="width:250px"|

## Sự kiện đang diễn ra

### Thảm họa
- Khủng hoảng khí hậu
- Đại dịch COVID-19
- Động đất Bán đảo Noto 2024

### Kinh tế
- Tình trạng thiếu chip toàn cầu 2020–nay
- Khủng hoảng năng lượng 2021–2023
- Gia tăng lạm phát 2021–2023
- Khủng hoảng lương thực 2022–2023
- Khủng hoảng tiền tệ Argentine

### Chính trị
- Khủng hoảng biên giới Belarus−Liên minh châu Âu
- Biểu tình Mahsa Amini
- Biểu tình Myanmar
- Nga xâm lược Ukraina 2022
- Khủng hoảng Bắc Kosovo
- Khủng hoảng chính trị Peru
- Bê bối tham nhũng của Qatar tại Nghị viện châu Âu
- Tranh chấp khí đốt Nga−Liên minh châu Âu
- Khủng hoảng tị nạn Ukraina
- Biểu tình phản đối lệnh cấm phá thai ở Hoa Kỳ

### TạiViệt Nam
- Vụ án sai phạm tại Công ty cổ phần Công nghệ Việt Á
- Vụ chuyến bay "giải cứu" công dân trở về nước do đại dịch COVID-19
- Cưỡng bức lao động Việt Nam tại Campuchia

## Xung đột đang diễn ra

### Toàn cầu
- Cuộc chiến chống Nhà nước Hồi giáo

### Châu Phi
- Angola
  - Chiến tranh Cabinda
- Cameroon
  - Nội chiến Cameroon
- Cộng hòa Trung Phi
  - Nội chiến
- Cộng hòa Dân chủ Congo
  - Cuộc nổi dậy của Lực lượng Đồng minh Dân chủ
  - Xung đột Ituri
  - Xung đột Kivu
  - Cuộc nổi dậy của Quân kháng chiến của Chúa
- Ethiopia
  - Xung đột Oromo
- Mozambique
  - Cuộc nổi dậy tại Cabo Delgado
- Sahel
  - Cuộc nổi dậy tại Burkina Faso
  - Chiến tranh Mali
- Senegal
  - Xung đột Casamance
- Nội chiến Somali
  - Sự can thiệp của Hoa Kỳ
- Sudan
  - Xung đột Nam Kordofan
  - Chiến tranh Darfur
- Tây Sahara
  - Khủng hoảng Guerguerat

### Châu Mỹ
- Colombia
  - Xung đột
- Mexico
  - Chiến tranh ma túy México
- Paraguay
  - Nổi dậy ở Paraguay
- Peru
  - Xung đột ở Peru

### Châu Á-Thái Bình Dương
- Afghanistan
  - Xung đột Nhà nước Hồi giáo–Taliban
  - Cuộc nổi dậy của Đảng Cộng hòa
- Ấn Độ
  - Nổi dậy ở Jammu và Kashmir
  - Nổi dậy ở Đông Bắc Ấn Độ
  - Cuộc nổi dậy Naxalite–Maoist
- Indonesia
  - Xung đột Papua
- Myanmar
  - Xung đột nội bộ
  - Xung đột Kachin
  - Xung đột Karen
  - Xung đột Rohingya
- Pakistan
  - Nổi dậy ở Balochistan
  - Nổi dậy ở Khyber Pakhtunkhwa
- Philippines
  - Cuộc nổi dậy của Đảng Cộng sản
  - Xung đột Moro
  - Cuộc chiến chống ma túy ở Philippines
- Thái Lan
  - Bạo loạn miền Nam Thái Lan

### Châu Âu
- Ukraina–Nga
  - Nga xâm lược Ukraina 2022

### Trung Đông
- Ai Cập
  - Cuộc nổi dậy Sinai
- Iran và Vịnh Ba Tư
  - Cạnh tranh ảnh hưởng giữa Ả Rập Xê Út và Iran
- Xung đột Israel–Palestine
- Syria
  - Can thiệp của Hoa Kỳ và đồng minh
  - Can thiệp quân sự của Nga
- Yemen và Ả Rập Xê Út
  - Yemeni Civil War
  - Can thiệp của Ả Rập Xê Út ở Yemen

## Giới thiệu
Thế giới mà chúng ta biết đang thay đổi hàng ngày, hàng giờ. Khác với những bộ bách khoa toàn thư bằng giấy, Wikipedia có thể được cập nhật ngay trong khi một sự kiện đang diễn ra. Và để đưa thế giới đến gần người dùng, Cổng thông tin: Thời sự hay Chủ đề: Thời sự đã được ra đời nhằm cung cấp những sự kiện nổi bật mới xảy ra. Nếu như bạn đang biết một sự kiện chưa kể tại đây, hãy cập nhật ngay cùng Wikipedia nhé!
|}